# Bread and Roses Award
Der Bread and Roses Award for Radical Publishing ist ein britischer Literaturpreis. Er wird seit 2012 jährlich für „radikale Literatur“ verliehen – wobei diese als solche verstanden wird, die sozialistisch, anarchistisch, ökologisch, feministisch oder antirassistisch geprägt ist – in anderen Worten dediziert linke Literatur. Dieser Preis ist der einzige linke Literaturpreis des Vereinigten Königreichs. Die Literatur muss von Autoren verfasst sein, die überwiegend im Vereinigten Königreich leben, oder zumindest in Großbritannien veröffentlicht worden sein. Der Preis ist mit 500 britischen Pfund dotiert. Der Bread and Roses Award wird von der Alliance of Radical Booksellers gesponsert und basiert auf keiner Stiftung.
Bread and Roses basiert als Phrase auf dem Lawrence-Textilstreik von 1912 in Lawrence, Massachusetts. In dem Song, Bread and Roses, welcher an den Streik erinnert, streikten die Arbeiter angeblich für „Brot und auch für Rosen“.
Die erste Preisverleihung fand am 1. Mai 2012, dem Tag der Arbeit, im Bread and Roses Pub in Clapham, London, statt.

## Gewinner und Shortlist
- 2012 David Graeber, Debt: The First 5,000 Years
  - Tim Gee, Counterpower: Making Change Happen[2]
  - Nadia Idle und Alex Nunns (Herausgeber), Tweets from Tahrir: Egypt’s Revolution as it Unfolded, in the Words of the People Who Made It[2]
  - Owen Jones, Chavs: The Demonization of the Working Class[2]
  - Andy Merrifield, Magical Marxism[2]
  - Laurie Penny, Penny Red: Notes from the New Age of Dissent[2]
  - Nicholas Shaxson, Treasure Islands: Tax Havens and the Men who Stole the World[2]

- 2013 Hsiao-Hung Pai, Scattered Sand: The Story of China's Rural Migrants[3]
  - Federico Campagna und Emanuele Campiglio (Herausgeber), What We Are Fighting For: A Radical Collective Manifesto[4]
  - Danny Dorling, No-Nonsense Guide to Equality[4]
  - Donny Gluckstein, A People's History of the Second World War: Resistance Versus Empire[4]
  - Eveline Lubbers, Secret Manoeuvres in the Dark: Corporate and Police Spying on Activists[4]
  - Paul Mason, Why It's Still Kicking Off Everywhere: The New Global Revolutions[4]
  - Daniel Poyner (Herausgeber), Autonomy: The cover designs of Anarchy 1961–1970[4]
  - Dan Swain, Alienation: An Introduction to Marx’s Theory[4]

- 2014 Joe Glenton, Soldier Box: Why I Won’t Return to the War on Terror
  - Rob Evans und Paul Lewis, Undercover: The True Story of Britain's Secret Police[5][6]
  - Oscar Guardiola-Rivera, Story of a Death Foretold: The Coup against Salvador Allende, 11 September 1973[5][6]
  - Barry Kushner und Saville Kushner, Who Needs the Cuts?: Myths of the Economic Crisis[5][6]
  - Katharine Quarmby, No Place to Call Home: Inside the Real Lives of Gypsies and Travellers[5][6]
  - Andrew Simms, Cancel the Apocalypse: The New Path to Prosperity[5][6]
  - Imogen Tyler, Revolting Subjects: Social Abjection and Resistance in Neoliberal Britain[5][6]

- 2015 Helena Earnshaw und Angharad Penrhyn Jones, Here We Stand: Women Changing The World[7]
  - Chang Ha-joon, Economics: The User’s Guide[8]
  - Malu Halasa, Zaher Omareen und Nawara Mahfoud, Syria Speaks: Art and Culture from the Frontline[8]
  - Tansy E. Hoskins, Stitched Up: The Anti-Capitalist Book of Fashion[8]
  - Francesca Martinez, What the **** is Normal?![8]
  - James Meek, Private Island: Why Britain Now Belongs to Someone Else[8]
  - Lara Pawson, In the Name of the People: Angola’s Forgotten Massacre[8]

- 2017: Alex Nunns, The Candidate: Jeremy Corbyn's Improbable Path to Power
- 2018 (joint winners):
  - Stuart Hall (mit Bill Schwarz), Familiar Stranger: A Life Between Two Islands (postum)
  - Reni Eddo-Lodge, Why I’m No Longer Talking to White People About Race
- 2019: Liz Fekete, Europe’s Fault Lines: Racism and the Rise of the Right
- 2020: Johny Pitts, Afropean: Notes from Black Europe
- 2021: Ellen Clifford, The War on Disabled People: Capitalism, Welfare and the Making of a Human Catastrophe
- 2022: Florian Grosset, The Chagos Betrayal : How Britain Robbed an Island and Made Its People Disappear